# Schwedische Eishockeynationalmannschaft
Die schwedische Eishockeynationalmannschaft ist eine der erfolgreichsten Eishockeymannschaften der Welt. Die IIHF führt sie auf ihrer Weltrangliste nach der Eishockey-Weltmeisterschaft der Herren 2019 auf Platz 4. Das Team gehört zum Schwedischen Eishockeyverband (Svenska Ishockeyförbundet). Aufgrund der drei Kronen auf den Trikots der Spieler, die aus dem Wappen Schwedens übernommen wurden, erhielt die Mannschaft 1938 den Namen Tre Kronor.
Das erfolgreichste Jahr der Mannschaft war 2006. Das Team gewann in diesem Jahr erstmals sowohl bei den Olympischen Spielen als auch bei der Weltmeisterschaft die Goldmedaille.
Zu Beginn der 2000er Jahre holten die Schweden bei sechs Weltmeisterschaften fünf Medaillen, zweimal Silber (2003, 2004) und eine Goldmedaille (2006). Darüber hinaus konnten sie 1998/99 den Baltica Cup, 1996/97 den Iswestija Cup sowie 1998/99 die Euro Hockey Tour gewinnen.

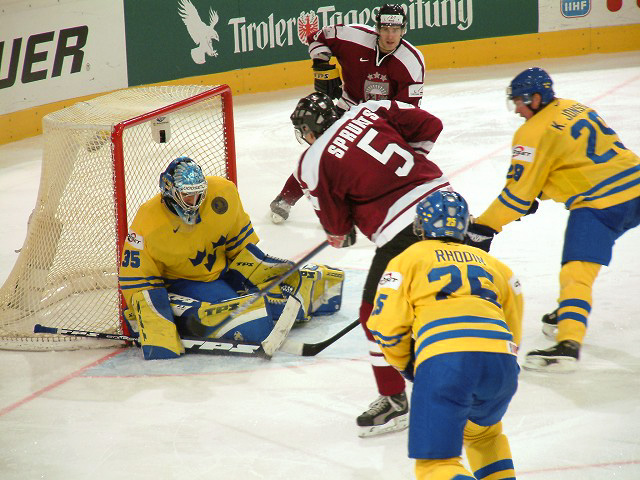
Schwedische Nationalmannschaft bei der WM 2005 (Spiel gegen Lettland)

## Geschichte
Eishockey etablierte sich 1920 als Sportart in Schweden. Bei den Olympischen Spielen im gleichen Jahr gehörte Eishockey zu den Demonstrationssportarten. Das Eishockeyturnier wurde schon im April in Antwerpen ausgetragen und für Schweden hatte sich eine Gruppe Bandyspieler zusammengefunden, die nun in der neuen Sportart um Medaillen kämpften. Im ersten Spiel gelang mit 8:0 ein Kantersieg gegen Belgien. Am Ende erreichte die schwedische Mannschaft den vierten Platz. 1928 bei den Olympischen Winterspielen in St. Moritz gewann Schweden die Silbermedaille und bei der Weltmeisterschaft von 1931 konnte man durch ein torloses Unentschieden als erste Mannschaft einen Punktgewinn gegen den Favoriten Kanada erzielen.
Nach 1950 gewann Schweden drei Mal die Weltmeisterschaft. Die Turniersiege wurden jedoch jeweils durch die Abwesenheit verschiedener Favoriten begünstigt:
- 1953 führte eine skandalöse Schlägerei in Nordamerika dazu, dass die USA und Kanada nicht zur WM in die Schweiz reisen durften. Außerdem verließ die Mannschaft aus der Tschechoslowakei nach dem Tode Klement Gottwalds vorzeitig das Turnier.
- Auch 1957 waren keine Mannschaften aus Nordamerika vertreten.
- 1962 fehlten die Sowjetunion und die Tschechoslowakei.

Bei der Weltmeisterschaft im Jahr 1962, die im US-Bundesstaat Colorado stattfand, konnte Schweden zum ersten Mal die kanadische Mannschaft durch ein 5:3 besiegen.
1963, bei der WM im eigenen Land, konnte die schwedische Mannschaft zwar die Sowjetunion in einem Gruppenspiel mit 2:1 besiegen. Turniersieger wurde jedoch am Ende aufgrund des besseren Torverhältnisses die sowjetische Mannschaft.
Ab 1976 durften auch Profis der NHL an Meisterschaften des internationalen Eishockeyverbundes teilnehmen. Da viele schwedische Spieler das Land in Richtung NHL verließen, verlor die Nationalmannschaft etwas an ihrer Position in der Weltelite. Ungeachtet dessen erspielte sie sich in den folgenden Jahren mehrere Silber- und Bronzemedaillen bei internationalen Turnieren.
Nachdem Schweden 1987 überraschend die WM in Wien gewonnen hatte, war die Mannschaft wieder in der Weltelite. Die Weltmeisterschaften von 1991, 1992 und 1998 in Finnland, in der Tschechoslowakei und der Schweiz gewann das schwedische Team. Bei den Olympischen Spielen von 1994 in Lillehammer wurde Kanada im Finale durch Penaltyschießen besiegt.
Mit dem Olympiasieg 2006 in Turin und dem Gewinn der Weltmeisterschaft 2006 in Lettland wurde die schwedische Nationalmannschaft die erste Mannschaft aller Zeiten, die im selben Jahr sowohl bei den Olympischen Spielen als auch bei der A-Weltmeisterschaft die Goldmedaille gewann.

## Nationaltrainer
| - 1956–1957 Ingen - 1957–1960 Ed Reigle - 1960–1971 Arne Strömberg - 1971–1972 Billy Harris - 1972–1974 Kjell Svensson - 1974–1976 Ronald Pettersson - 1976–1978 Hans „Virus“ Lindberg - 1978–1980 Tommy Sandlin - 1980–1981 Bengt Ohlson - 1981–1984 Anders Parmström - 1984–1985 Leif Boork | - 1985–1986 Curt Lindström - 1986–1990 Tommy Sandlin - 1990–1992 Conny Evensson - 1992–1995 Curt Lundmark - 1995–1998 Kent Forsberg - 1998–1999 Sune Bergmann - 2000–2004 Hardy Nilsson - 2004–2005 Claes-Göran Wallin - 2005–2010 Bengt-Åke Gustafsson - 2010–2016 Pär Mårts - seit 2016 Rikard Grönborg |

## Olympische Ergebnisse
- 1920 – 4. Platz
- 1924 – 4. Platz
- 1928 – 2. Platz (Silbermedaille)
- 1932 – nicht teilgenommen
- 1936 – 5. Platz (punktgleich)
- 1948 – 4. Platz
- 1952 – 3. Platz (Bronzemedaille)
- 1956 – 4. Platz
- 1960 – 5. Platz
- 1964 – 2. Platz (Silbermedaille)
- 1968 – 4. Platz
- 1972 – 4. Platz
- 1976 – nicht teilgenommen
- 1980 – 3. Platz (Bronzemedaille)
- 1984 – 3. Platz (Bronzemedaille)
- 1988 – 3. Platz (Bronzemedaille)
- 1992 – 5. Platz
- 1994 – 1. Platz (Goldmedaille)
- 1998 – 5. Platz (punktgleich)
- 2002 – 5. Platz (punktgleich)
- 2006 – 1. Platz (Goldmedaille)
- 2010 – 5. Platz
- 2014 – 2. Platz (Silbermedaille)
- 2018 – 5. Platz
- 2022 – 4. Platz

## Canada Cup
- 1976 – 4. Platz
- 1981 – 5. Platz
- 1984 – 2. Platz
- 1987 – Halbfinale
- 1991 – Halbfinale

## World Cup of Hockey
- 1996 – Halbfinale
- 2004 – Viertelfinale
- 2016 – 3. Platz

## Platzierungen bei Europameisterschaften
- 1910 bis 1914 – nicht teilgenommen
- 1921 – Goldmedaille
- 1922 – Silbermedaille
- 1923 – Goldmedaille
- 1924 – Silbermedaille
- 1925 – nicht teilgenommen
- 1926 – nicht teilgenommen
- 1927 – nicht teilgenommen
- 1929 – nicht teilgenommen
- 1932 – Goldmedaille

## Platzierungen bei Weltmeisterschaften
- 1930 – nicht teilgenommen
- 1931 – 6. Platz
- 1933 – nicht teilgenommen
- 1934 – nicht teilgenommen
- 1935 – 5. Platz
- 1937 – 10. Platz (punktgleich)
- 1938 – 5. Platz
- 1939 – nicht teilgenommen
- 1947 – Silbermedaille
- 1948 – 5. Platz
- 1949 – 4. Platz
- 1950 – 5. Platz
- 1951 – Silbermedaille
- 1952 – Bronzemedaille
- 1953 – Goldmedaille
- 1954 – Bronzemedaille
- 1955 – 5. Platz
- 1957 – Goldmedaille
- 1958 – Bronzemedaille
- 1959 – 5. Platz
- 1961 – 4. Platz
- 1962 – Goldmedaille
- 1963 – Silbermedaille
- 1965 – Bronzemedaille
- 1966 – 4. Platz
- 1967 – Silbermedaille
- 1969 – Silbermedaille
- 1970 – Silbermedaille
- 1971 – Bronzemedaille
- 1972 – Bronzemedaille
- 1973 – Silbermedaille
- 1974 – Bronzemedaille
- 1975 – Bronzemedaille
- 1976 – Bronzemedaille
- 1977 – Silbermedaille
- 1978 – 4. Platz
- 1979 – Bronzemedaille
- 1981 – Silbermedaille
- 1982 – 4. Platz
- 1983 – 4. Platz
- 1985 – 6. Platz
- 1986 – Silbermedaille
- 1987 – Goldmedaille
- 1989 – 4. Platz
- 1990 – Silbermedaille
- 1991 – Goldmedaille
- 1992 – Goldmedaille
- 1993 – Silbermedaille
- 1994 – Bronzemedaille
- 1995 – Silbermedaille
- 1996 – 6. Platz
- 1997 – Silbermedaille
- 1998 – Goldmedaille
- 1999 – Bronzemedaille
- 2000 – 7. Platz
- 2001 – Bronzemedaille
- 2002 – Bronzemedaille
- 2003 – Silbermedaille
- 2004 – Silbermedaille
- 2005 – 4. Platz
- 2006 – Goldmedaille
- 2007 – 4. Platz
- 2008 – 4. Platz
- 2009 – Bronzemedaille
- 2010 – Bronzemedaille
- 2011 – Silbermedaille
- 2012 – 6. Platz
- 2013 – Goldmedaille
- 2014 – Bronzemedaille
- 2015 – 5. Platz
- 2016 – 6. Platz
- 2017 – Goldmedaille
- 2018 – Goldmedaille
- 2019 – 5. Platz
- 2021 – 9. Platz
- 2022 – 6. Platz
- 2023 – 6. Platz
- 2024 – Bronzemedaille
- 2025 – Bronzemedaille